# Рајхенбах им Фогтланд
Рајхенбах им Фогтланд (њем. Reichenbach im Vogtland) град је у њемачкој савезној држави Саксонија. Једно је од 45 општинских средишта округа Фогтланд. Према процјени из 2010. у граду је живјело 20.746 становника. Посједује регионалну шифру (AGS) 14523340.

## Географски и демографски подаци
Рајхенбах им Фогтланд се налази у савезној држави Саксонија у округу Фогтланд. Град се налази на надморској висини од 380 метара. Површина општине износи 29,7 km². У самом граду је, према процјени из 2010. године, живјело 20.746 становника. Просјечна густина становништва износи 698 становника/km².